# Julia (hija de Julio César)
Julia Cesaris (Iulia, f. 54 a. C.) fue una dama romana del siglo I a. C. perteneciente a la gens Julia. Hija de Julio César y de Cornelia, estuvo casada con Pompeyo el Grande como parte de la política matrimonial de su padre. Murió tras dar a luz.

## Familia
Julia fue miembro de los Julios Césares, una rama familiar patricia de la gens Julia. Fue la única hija de Julio César y Cornelia, hija del consular Lucio Cornelio Cinna. Estuvo casada con Pompeyo el Grande, aunque previamente había estado prometida a Marco Junio Bruto, el tiranicida.

## Nacimiento y matrimonio con Pompeyo
Julia nació en un año desconocido comprendido entre el 83 a. C. y el 76 a. C., probablemente más próximo al segundo que al primero a tenor de las ausencias de Roma de Julio César. Después de que su madre muriera en el año 69 a. C., fue criada por su abuela paterna Aurelia. Aunque estuvo prometida con Marco Junio Bruto, hijo de Servilia (la que era amante del mismo Julio César), su padre rompió finalmente este compromiso y la casó con Pompeyo el Grande en abril del año 59 a. C., matrimonio con el que Julio César buscaba estrechar la alianza política del Primer Triunvirato. Esta alianza fue vista con gran alarma por la oligarquía romana encabezada por Cicerón y Catón el Joven.
A pesar de ser un matrimonio por interés, al parecer Pompeyo estaba enamorado de Julia. Tras las elecciones consulares para el año 57 a. C., Quinto Terencio Culeón le propuso que se divorciase de ella, pero Pompeyo se negó. Los encantos personales de Julia eran notables: ella era una mujer bella y virtuosa y, aunque la política impulsó su enlace y era veinticuatro años más joven que su marido, tuvo en Pompeyo un dedicado marido a quien ella, en correspondencia, estaba devotamente unida. Incluso se ha señalado que el antiguo conquistador estaba perdiendo interés en la política en favor de la vida doméstica con su joven esposa. De hecho, a Pompeyo se le había encargado la gobernación de la Hispania Ulterior, pero había sido autorizado a permanecer en Roma para supervisar la oferta romana de grano como cura annonae, ejerciendo su mando en la provincia hispana a través de sus subordinados y permaneciendo por tanto más tiempo con su esposa.

## Muerte y funerales

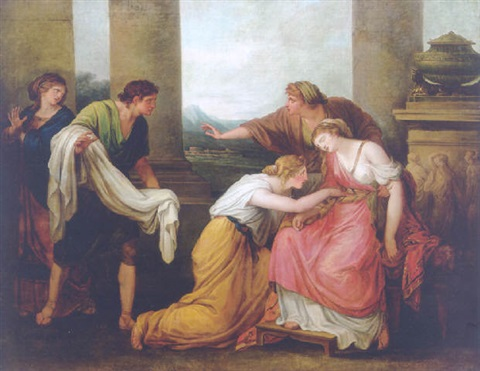
A pesar de que el matrimonio de Julia y Pompeyo se pactó por intereses políticos, según las fuentes clásicas ambos esposos acabaron por enamorarse. Julia, la esposa de Pompeyo, se desmaya al ver la ropa ensangrentada de su marido. Cuadro de Angelica Kauffmann.

En la elección de los ediles en 55 a. C., Pompeyo fue rodeado por una muchedumbre tumultuosa. Su toga quedó manchada con sangre de los amotinados y un esclavo llevó la toga manchada a su casa en las Carinae. Al verla, Julia imaginó que su marido estaba muerto, lo que le provocó una gran crisis nerviosa. Al siguiente año, en agosto del año 54 a. C., murió al dar a luz a su primer hijo, que le sobrevivió solo unos días. César estaba en Britania cuando recibió las noticias de la muerte de su hija.
Aunque Pompeyo deseaba que sus cenizas reposaran en sus propiedades, el pueblo romano, que amaba a Julia, pedía que descansara en el Campo de Marte. Era necesario para ello la autorización de un decreto especial del Senado y Lucio Domicio Enobarbo, uno de los cónsules de 54 a. C., impulsado por su odio hacia Pompeyo y César, consiguió una interdicción. Sin embargo, prevaleció la voluntad popular; después de escuchar una oración fúnebre en el foro, el pueblo colocó la urna con los restos de Julia en el Campo de Marte. Diez años más tarde la pira oficial para la cremación de Julio César sería erigida cerca de la tumba de su hija, pero la multitud intervino después de la laudatio funebris realizada por Marco Antonio e incineró el cuerpo del dictador en el foro. César prometió asimismo una ceremonia, que se celebró en 46 a. C. en un extenso funeral, con juegos que incluían gladiadores. La fecha de la ceremonia se eligió para que coincidiera con la fiesta de Veneris Genetricis en septiembre, el festival en honor de Venus Genetrix, la diosa antepasada tradicional de los Julios.
La muerte de Julia debilitó la alianza entre Pompeyo y César, lo que acabó por conducir a una nueva guerra civil. Años después, el día en que Augusto entró en la ciudad como hijo adoptivo de Julio César, se observó como un singular presagio que un rayo alcanzara el mausoleo de Julia.